# Шампружје
Шампружје (фр. Champrougier) насеље је и општина у источној Француској у региону Франш-Конте, у департману Јура која припада префектури Лон ле Соније.
По подацима из 2011. године у општини је живело 92 становника, а густина насељености је износила 10,54 становника/km². Општина се простире на површини од 8,73 km². Налази се на средњој надморској висини од 220 метара (максималној 226 m, а минималној 202 m).

## Демографија
| 1962. | 1968. | 1975. | 1982. | 1990. | 1999. | 2011. |
| ----- | ----- | ----- | ----- | ----- | ----- | ----- |
| 95    | 103   | 82    | 84    | 99    | 104   | 92    |

График промене броја становника у току последњих година